# Översvämningar i Bangladesh
Bangladesh är ett land i Sydasien som varje år drabbas av storskaliga översvämningar. Landet är mycket tättbefolkat och de flesta människor är tämligen fattiga. Dessa återkommande katastrofer är en stor prövning för befolkningen och varje år omkommer 100-tals, ibland 1000-tals, människor som en direkt följd av att landet läggs under vatten. Översvämningarna beror på en kombination av naturliga och mänskliga faktorer. De naturliga orsakerna är bland annat att landet ligger i Gangesdeltat och att även många bifloder mynnar ut i Bengaliska viken. Landet är också till största delen platt, vilket också är en försvårande naturlig omständighet. Till de mänskliga faktorerna hör avskogningen av Himalaya (som ökar på erosionen) och den globala uppvärmningen genom växthuseffekten. Den allmänt höga befolkningstätheten, urbaniseringen och befolkningsökningen bidrar också mycket starkt. Vidare är Bangladesh även regelbundet drabbat av tropiska stormar som också brukar orsaka såväl översvämningar som annan förstörelse.   

## Lista över några av de större översvämningarna i Bangladesh
Den här artikeln är helt eller delvis baserad på material från engelskspråkiga Wikipedia, Floods in Bangladesh, 18 december 2022.
| Year | Översvämmad yta (km2) | Procent land under vatten | Antal döda        | Hälsoeffekter             | Övriga effekter                               |
| ---- | --------------------- | ------------------------- | ----------------- | ------------------------- | --------------------------------------------- |
| 1954 | 36920                 | 25                        | 112               |                           |                                               |
| 1955 | 50700                 | 34                        | 129               |                           |                                               |
| 1956 | 35620                 | 24                        |                   |                           |                                               |
| 1962 | 37404                 | 25                        | 117               |                           |                                               |
| 1963 | 43180                 | 29                        |                   |                           |                                               |
| 1968 | 37300                 | 25                        | 126               |                           |                                               |
| 1970 | 42640                 | 28                        | 87                |                           |                                               |
| 1971 | 36475                 | 24                        | 120               |                           |                                               |
| 1974 | 52720                 | 35                        | 1987              |                           |                                               |
| 1984 | 28314                 | 19                        | 513               |                           |                                               |
| 1987 | 57491                 | 39                        | 1657              |                           |                                               |
| 1988 | 77700                 | 52                        | 2379 (5000)       |                           |                                               |
| 1991 |                       |                           | 100 000 - 140 000 |                           |                                               |
| 1998 | 100000                | 67                        | 1050              | bronkit och kolera/diarre | 7 miljoner hus förstörda, 25 miljoner hemlösa |
| 2004 |                       | 67                        | 730               |                           |                                               |

## Böcker, filmer, artiklar

### Filmer
- Översvämningar i Bangladesh: Orsaker, följder och åtgärder